# Division Nationale 2024-2025
La Division Nationale 2024-2025, nota anche come BGL Ligue 2024-2025 per motivi di sponsorizzazione, è stata la 111ª edizione della massima serie del campionato lussemburghese di calcio, iniziata il 3 agosto 2024 e terminata il 25 maggio 2025.
La squadra campione in carica era il Differdange 03, che si è riconfermato vincendo il suo secondo titolo nazionale.

## Stagione

### Novità
Al termine della stagione precedente sono state retrocesse Marisca Miersch, Schifflange 95 e Käerjeng 97, ultime tre classificate. Al loro posto, dalla Promotion d'Honneur sono state promosse Sporting Bettembourg, Rodange 91 e Hostert.

### Formula
Le sedici squadre partecipanti si affrontano in un girone all'italiana con partite di andata e ritorno, per un totale di 30 giornate. Al termine del campionato la prima classificata è designata campione del Lussemburgo e ammessa alla UEFA Champions League 2025-2026, mentre seconda e terza ottengono la qualificazione alla UEFA Conference League 2025-2026 insieme con la vincente della coppa nazionale.
Le ultime due classificate vengono retrocesse direttamente in Promotion d'Honneur, mentre la tredicesima e la quattordicesima classificata affrontano, rispettivamente, la quarta e la terza classificate in Promotion d'Honneur in uno spareggio promozione/retrocessione per la permanenza in massima serie.

## Squadre partecipanti
| Club                 | Città                    | Stagione precedente       |
| -------------------- | ------------------------ | ------------------------- |
| Differdange 03       | Differdange              | Campione di Lussemburgo   |
| F91 Dudelange        | Dudelange                | 3ª in Division Nationale  |
| Fola Esch            | Esch-sur-Alzette         | 14ª in Division Nationale |
| Hostert              | Niederanven              | 4° in Promotion d'Honneur |
| Jeunesse Esch        | Esch-sur-Alzette         | 5ª in Division Nationale  |
| Mondercange          | Mondercange              | 12ª in Division Nationale |
| Mondorf              | Mondorf-les-Bains        | 9ª in Division Nationale  |
| Progrès Niedercorn   | Differdange (Niedercorn) | 4ª in Division Nationale  |
| Rodange 91           | Pétange                  | 2° in Promotion d'Honneur |
| RU Luxembourg        | Lussemburgo              | 10ª in Division Nationale |
| Sporting Bettembourg | Bettembourg              | 1° in Promotion d'Honneur |
| Swift Hesperange     | Hesperange               | 2ª in Division Nationale  |
| UNA Strassen         | Strassen                 | 6ª in Division Nationale  |
| UT Pétange           | Pétange                  | 8ª in Division Nationale  |
| Victoria Rosport     | Rosport                  | 7ª in Division Nationale  |
| Wiltz 71             | Wiltz                    | 11ª in Division Nationale |

## Classifica
|                        | Pos. | Squadra              | Pt | G  | V  | N  | P  | GF | GS | DR  |
| ---------------------- | ---- | -------------------- | -- | -- | -- | -- | -- | -- | -- | --- |
| Lussemburgo (bandiera) | 1.   | Differdange 03       | 78 | 30 | 25 | 3  | 2  | 69 | 7  | +78 |
|                        | 2.   | UNA Strassen         | 60 | 30 | 18 | 6  | 6  | 62 | 23 | +39 |
|                        | 3.   | F91 Dudelange        | 57 | 30 | 17 | 6  | 7  | 67 | 34 | +33 |
|                        | 4.   | RU Luxembourg        | 57 | 30 | 17 | 6  | 7  | 50 | 22 | +28 |
|                        | 5.   | Progrès Niedercorn   | 55 | 30 | 16 | 7  | 7  | 54 | 30 | +24 |
|                        | 6.   | Swift Hesperange     | 54 | 30 | 16 | 6  | 8  | 56 | 34 | +22 |
|                        | 7.   | Mondorf              | 53 | 30 | 16 | 5  | 9  | 53 | 39 | +14 |
|                        | 8.   | Jeunesse Esch        | 42 | 30 | 11 | 9  | 10 | 41 | 48 | -7  |
|                        | 9.   | UT Pétange           | 41 | 30 | 11 | 8  | 11 | 41 | 32 | +9  |
|                        | 10.  | Hostert              | 38 | 30 | 11 | 5  | 14 | 50 | 69 | -19 |
|                        | 11.  | Victoria Rosport     | 34 | 30 | 8  | 10 | 12 | 29 | 45 | -16 |
|                        | 12.  | Rodange 91           | 29 | 30 | 7  | 8  | 15 | 40 | 62 | -22 |
|                        | 13.  | Wiltz 71             | 29 | 30 | 8  | 5  | 17 | 37 | 61 | -24 |
|                        | 14.  | Sporting Bettembourg | 23 | 30 | 7  | 2  | 21 | 29 | 59 | -30 |
|                        | 15.  | Fola Esch            | 13 | 30 | 4  | 1  | 25 | 18 | 78 | -60 |
|                        | 16.  | Mondercange          | 12 | 30 | 3  | 3  | 24 | 21 | 74 | -53 |

Legenda
      Campione del Lussemburgo e ammessa alla UEFA Champions League 2025-2026.
      Ammessa alla UEFA Conference League 2025-2026.
 Ammessa ai play-off promozione/retrocessione.
      Retrocessa in Éirepromotioun 2025-2026.
Regolamento:
Tre punti a vittoria, uno a pareggio, zero a sconfitta.
Note:

## Spareggio promozione-retrocessione
| Sporting Bettembourg | 0 - 1           | Atert Bissen    | 29 maggio 2025 |  |  |  |  |
| Wiltz 71             | 1 - 1 (4-5 dtr) | Jeunesse Canach | 1 giugno 2025  |  |  |  |  |
|                      |                 |                 |                |  |  |  |  |